# Gut Holzhausen (Nieheim)

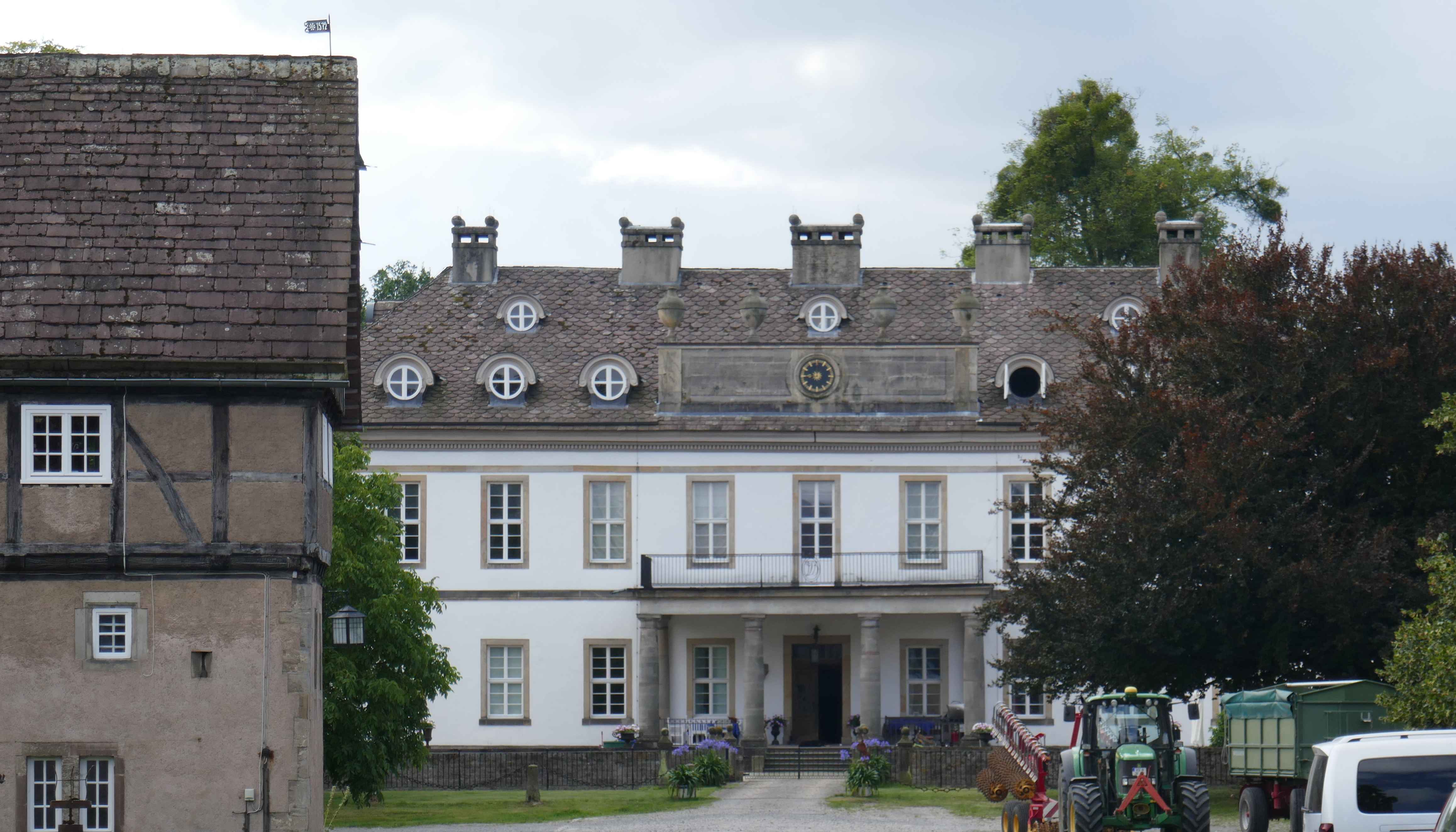
Herrenhaus

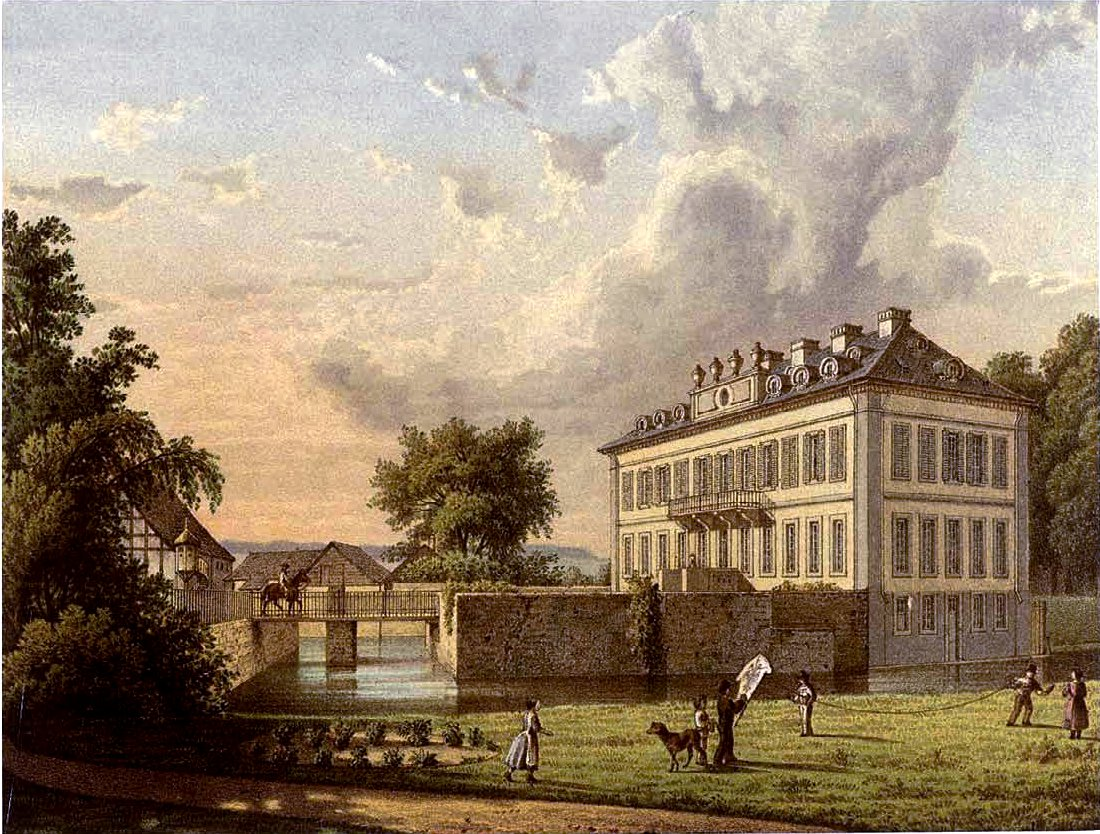
Rittergut Holzhausen um 1860, Sammlung Alexander Duncker

Das Gut Holzhausen liegt in Nieheim-Holzhausen im Kreis Höxter, Nordrhein-Westfalen.
Seit 1483 ist dokumentiert, dass die Familie von der Borch auf dem Gut ansässig ist. Das Lehen erlangte die Familie wahrscheinlich schon 1464. Sie erhielt den Besitz als Lehen vom Fürstbischof Simon III. zur Lippe, damaliger Landesherr des Hochstifts Paderborn. Die jetzige Gutsanlage wurde im 16. Jahrhundert erbaut. Die ältesten Gebäude stammen noch aus dieser Zeit. Die Hofanlage ist gut erhalten. Das Ensemble steht unter Denkmalschutz. Auf dem Gut wird noch Landwirtschaft und Forstwirtschaft betrieben. Auf dem Kulturgut Holzhausen finden öffentliche Veranstaltungen wie Schützenfeste, Weihnachtsmärkte, Oldtimer-Treffen, Schultheaterfestivaltage und sonstige Kulturveranstaltungen statt, so zum Beispiel auch das jährlich stattfindende Musikfestival Voices.
1999 diente das Rittergut Holzhausen und dessen unmittelbare Umgebung als einer der Drehorte für den Film Die Einsamkeit der Krokodile von Jobst Oetzmann.

## Geschichte und Architektur
Der Ursprung der Anlage ist die 1312 gebaute Wasserburg Holthusen, die zunächst im Besitz des lokalen Ortsadelsgeschlechts der Herren von Holzhausen und ab 1484 im Besitz der Familie von der Borch war. Die ausgreifende Anlage besteht aus einem Herrenhaus und der ehemaligen Vorburg mit einem großen Wirtschaftshof. In der ehemaligen doppelten quadratischen Gräfte steht das Herrenhaus mit einem dreiachsigen Säulenaltan und einem Walmdach mit vasenbesetzter Attika. Das Dach ist mit Okuligauben und Schornsteinen bestückt.
Das Haus wurde von 1801 bis 1809 von Wilhelm Carl Hisner aus verputztem Bruchstein errichtet. Der Vorhof ist ummauert. Die mit glatten Gurtgesimsen, Kranzgesims mit Zahnschnitt und verkröpften Ecklisenen gegliederten Fassaden wurden 1910 durch einen toskanischen Säulenaltan anstelle des ursprünglichen Balkons und den Kugeln auf den Schornsteinen noch reicher geschmückt.
Die innere Aufteilung wurde nach französischen Vorbildern vorgenommen. Die Appartements und Korridore sind symmetrisch angeordnet. Die ursprüngliche Raumausstattung war antikisiert.
Zwischen der inneren und den Resten der äußeren Gräfte befindet sich ein Wallrücken, der südöstlich über Terrassen zu einem Parterre des frühen 20. Jahrhunderts mit einem Teichmodell herabführt. Von Nordwesten führt eine Allee aus Linden und alten Eichen zur Anlage. Der Wirtschaftshof ist durch die sogenannte Rentei unterteilt, einem Rest der ehemaligen Vorburg. Der Bau ist ein traufständiger verputzter Bruchsteinkasten mit Eckquaderung. Die Fenster sind zweiteilig, von den drei hofseitigen Türen ist die mittlere mit 1752 bezeichnet.
In der Nähe des Herrenhauses stehen vier giebelständige Stallscheunen aus zum Teil verputztem Bruchstein. Die Giebel der drei großen Scheunen sind mit Zahnschnitt geschmückt. Die Gefachung wurde im 17., 18. und teilweise im 20. Jahrhundert erneuert. Die Anordnung der Öffnungen wurde verändert. An der Westseite steht zwischen den Ställen ein mit 1715 bezeichneter Taubenturm mit Kegeldach. Der ehemalige Pferdestall aus der zweiten Hälfte des 19. Jahrhunderts steht zwischen Hof und Garten.
Im jüngeren, vorgelagerten Hofabschnitt steht das Verwalterhaus von der ersten Hälfte des 19. Jahrhunderts. An der Straße zum Oberdorf befindet sich ein großer Schaf- und Bullenstall mit der Bezeichnung 1813, er wurde aus Bruchstein gemauert.